# Pont Saint-Michel (Paris)
Pour les articles homonymes, voir pont Saint-Michel.
Le pont Saint-Michel relie la place Saint-Michel (sur la rive gauche) au boulevard du Palais sur l'île de la Cité, à Paris. 

L'autre pont situé dans son prolongement vers le nord, reliant le boulevard du Palais au Châtelet sur la rive droite, est le pont au Change.

## Situation et accès
Le pont Saint-Michel est accessible par la ligne de métro 4 à la station Saint-Michel, par les lignes RER B et C à la gare Saint-Michel - Notre-Dame.

## Origine du nom
Il doit son nom au voisinage de l'ancienne chapelle Saint-Michel-du-Palais qui existait dans le Palais royal (au niveau du no 8 de l'actuel Palais de Justice, au sud-est de la Sainte-Chapelle).

## Historique
Ce pont construit initialement en 1378 fut reconstruit plusieurs fois, en dernier lieu en 1857. Avant le milieu du XIXe siècle, il débouchait du côté de la Rive gauche sur la place du Pont-Saint-Michel et du côté de l'île de la Cité sur la rue de la Barillerie.

### Le pont en pierre de 1378
La construction du pont en pierre fut décidée en 1353 par le Parlement de Paris après accord avec le chapitre de la cathédrale Notre-Dame de Paris, le prévôt de Paris, ainsi que les bourgeois de la ville. Son emplacement fut fixé en aval du Petit-Pont, dans l'axe de la rue Saint-Denis, du Grand-Pont sur la rive droite et de la rue de la Harpe (place du Pont-Saint-Michel) sur la Rive gauche, ceci permettant une traversée directe de l'île de la Cité.
Le prévôt de Paris d'alors, Hugues Aubriot, fut chargé de la maîtrise d'ouvrage financée par le roi. La construction s'étala de 1379 à 1387. Une fois terminé, l'ouvrage fut nommé par les Parisiens « Pont-Neuf » (à ne pas confondre avec l'actuel Pont-Neuf), « Petit-Pont-Neuf » ou « Pont Saint-Michel dit le Pont-Neuf ».
Chose habituelle au Moyen Âge, le pont fut rapidement loti de maisons qui furent emportées ainsi que le pont par la Seine, en 1407.

### Le pont en bois de 1408

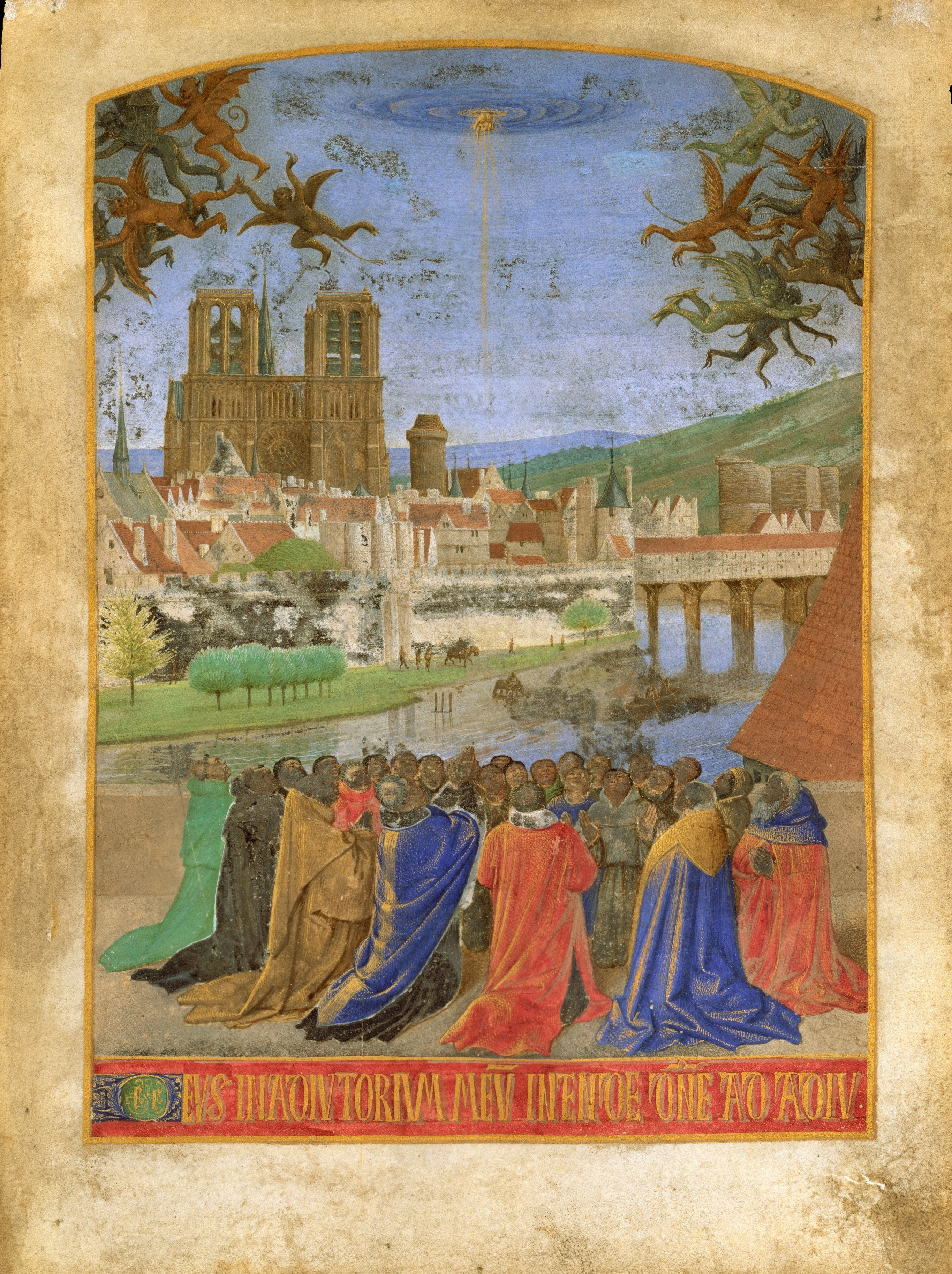
Le pont Saint-Michel visible dans La Main de Dieu protégeant les fidèles, miniature du Livre d'heures d'Étienne Chevalier de Jean Fouquet, entre 1452 et 1460.

En raison des difficultés connues par le royaume de France pendant la guerre de Cent Ans, le pont fut immédiatement reconstruit en bois en 1408. Ce matériau étant bien moins résistant que la pierre du pont précédent, le Parlement de Paris décida d'allouer en 1444 les recettes d'amendes à la réfection du pont.
L'aspect de ce second pont est connu par une miniature présente dans les Heures d'Étienne Chevalier de Jean Fouquet. Elle révèle un pont reposant sur de hautes piles de bois ainsi que des maisons de bois, torchis ou plâtre, ayant la particularité de toutes posséder un unique toit courant sur toute la longueur du pont.
Ce nouveau pont reçut en 1424 le nom de « pont Saint-Michel » en raison du voisinage de la chapelle Saint-Michel sise dans l'enceinte du palais ; il fut à son tour détruit, par une crue de la Seine, en 1547.

### Le pont en bois de 1547
Le pont Saint-Michel fut alors reconstruit rapidement en bois. Il fut lui aussi détruit le 30 janvier 1616.
C'est sur ce pont que fut assassiné, le 30 décembre 1563, Jacques Prévost de Charry, premier mestre de camp du régiment des Gardes françaises, alors qu'il revenait de la rue de la Harpe pour retourner au Louvre.

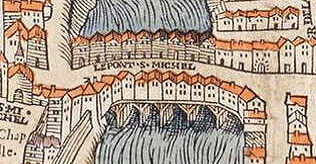
Le pont en 1550 sur le plan de Truschet et Hoyau.
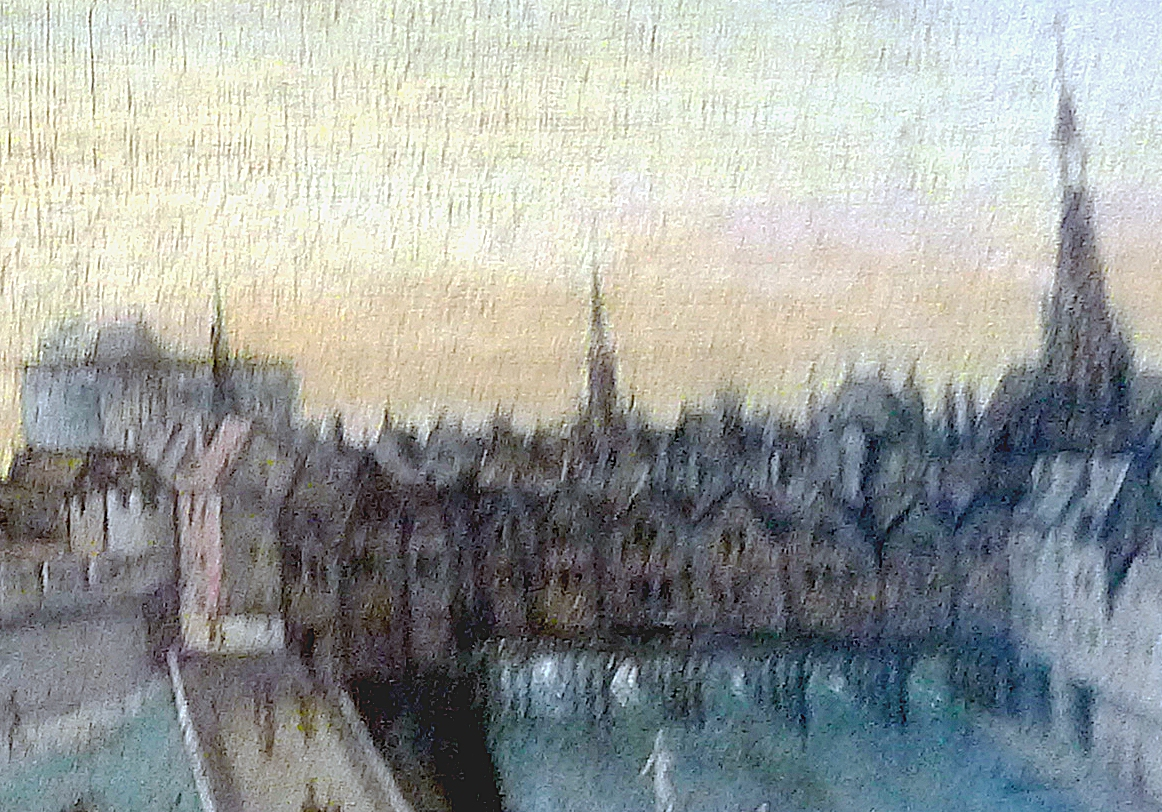
Le pont Saint-Michel avec ses piles en bois et ses maisons, vers 1577 (détail d'un tableau, musée Carnavalet).

### Le pont en pierre de 1616
Cet ouvrage, rebâti en pierres, fut loti de 32 maisons qui ne disparurent qu'au début du XIXe siècle à la suite d'un décret impérial de 1807. Ce fut le dernier pont avant l'ouvrage actuel.
Elle est citée sous le nom de « Pont Saint Michel » dans un manuscrit de 1636.

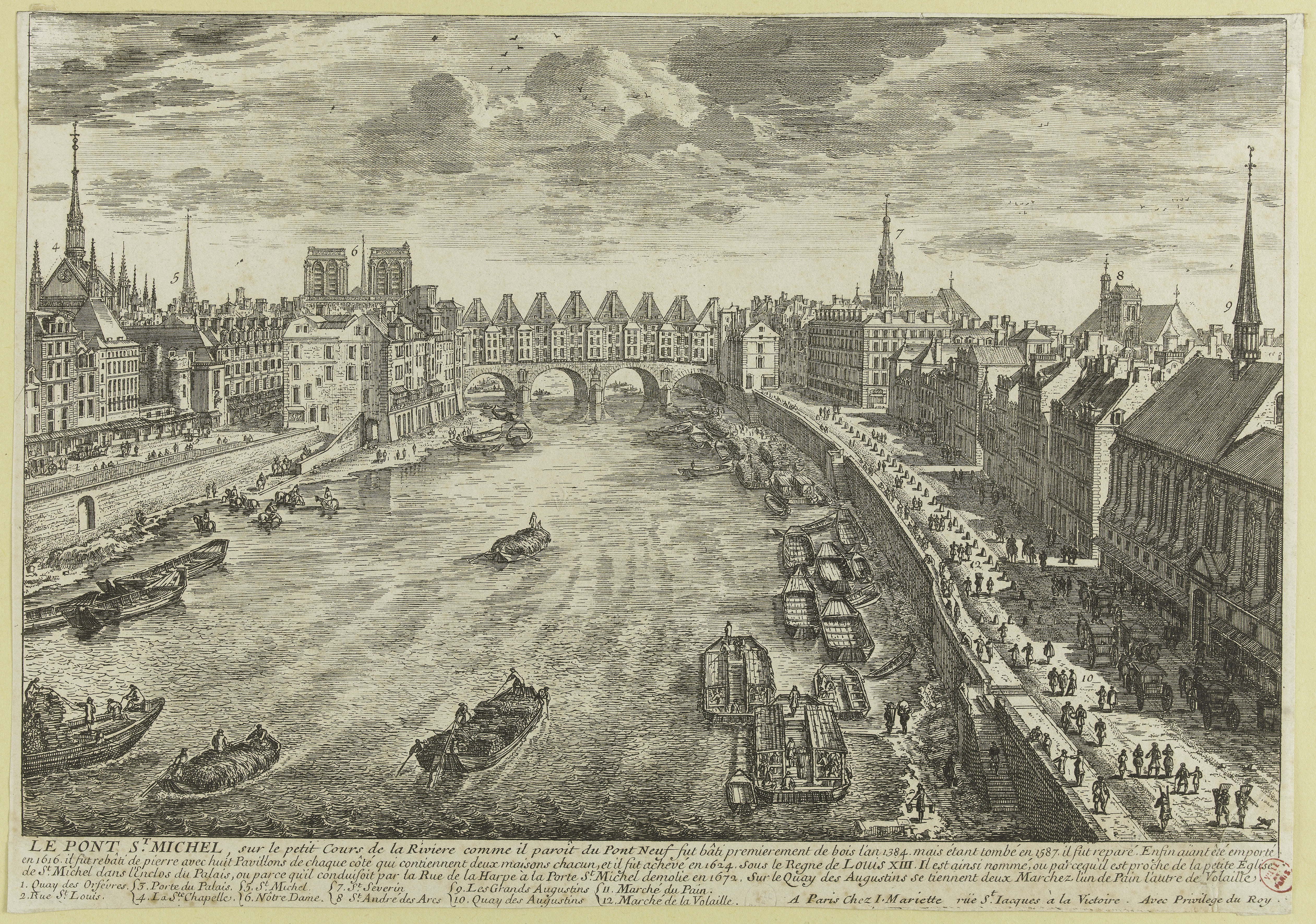
Le pont reconstruit en pierre avec huit pavillons de chaque côté, abritant deux maisons chacun (vers 1660)[3].
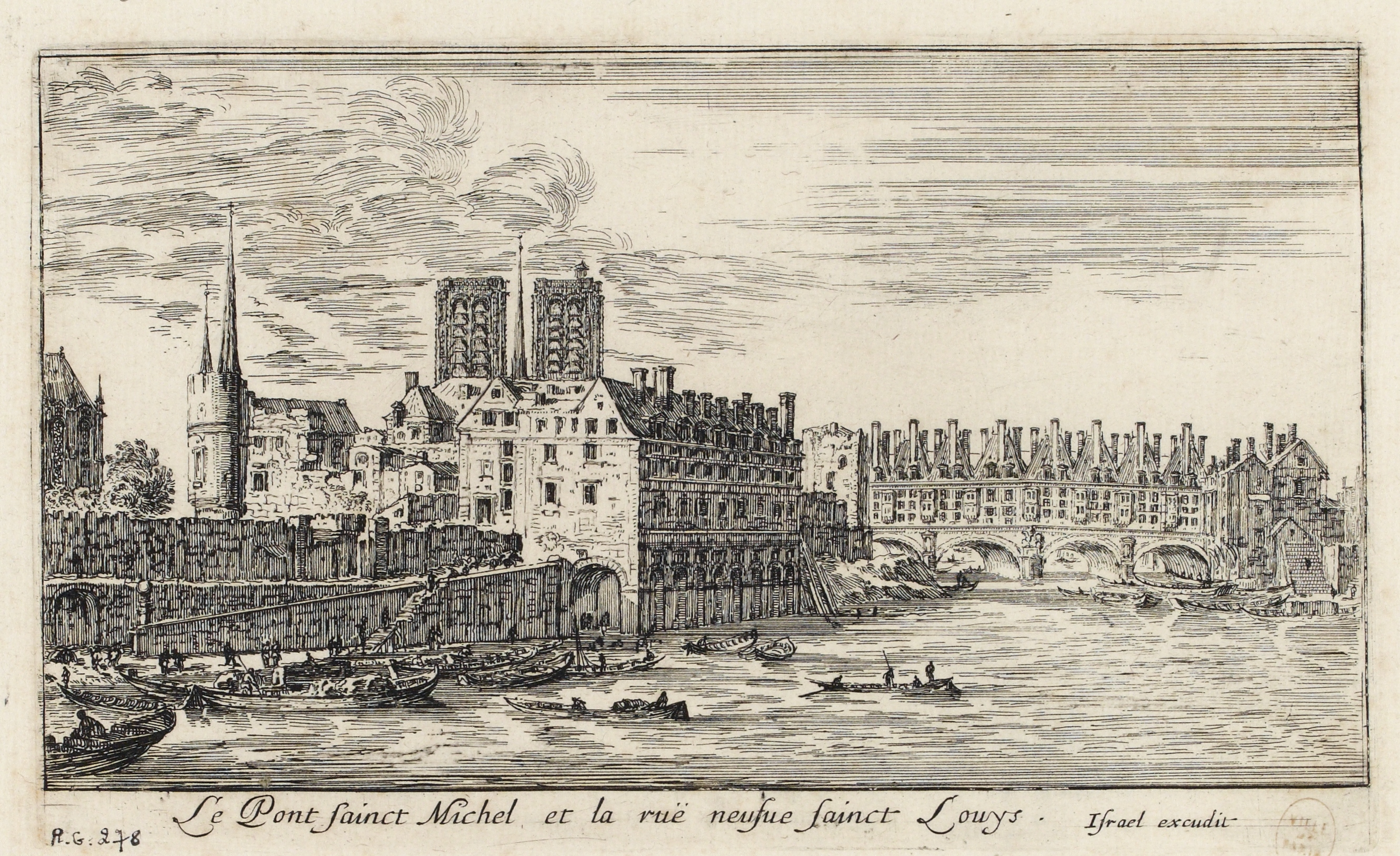
Aussi vers 1660.
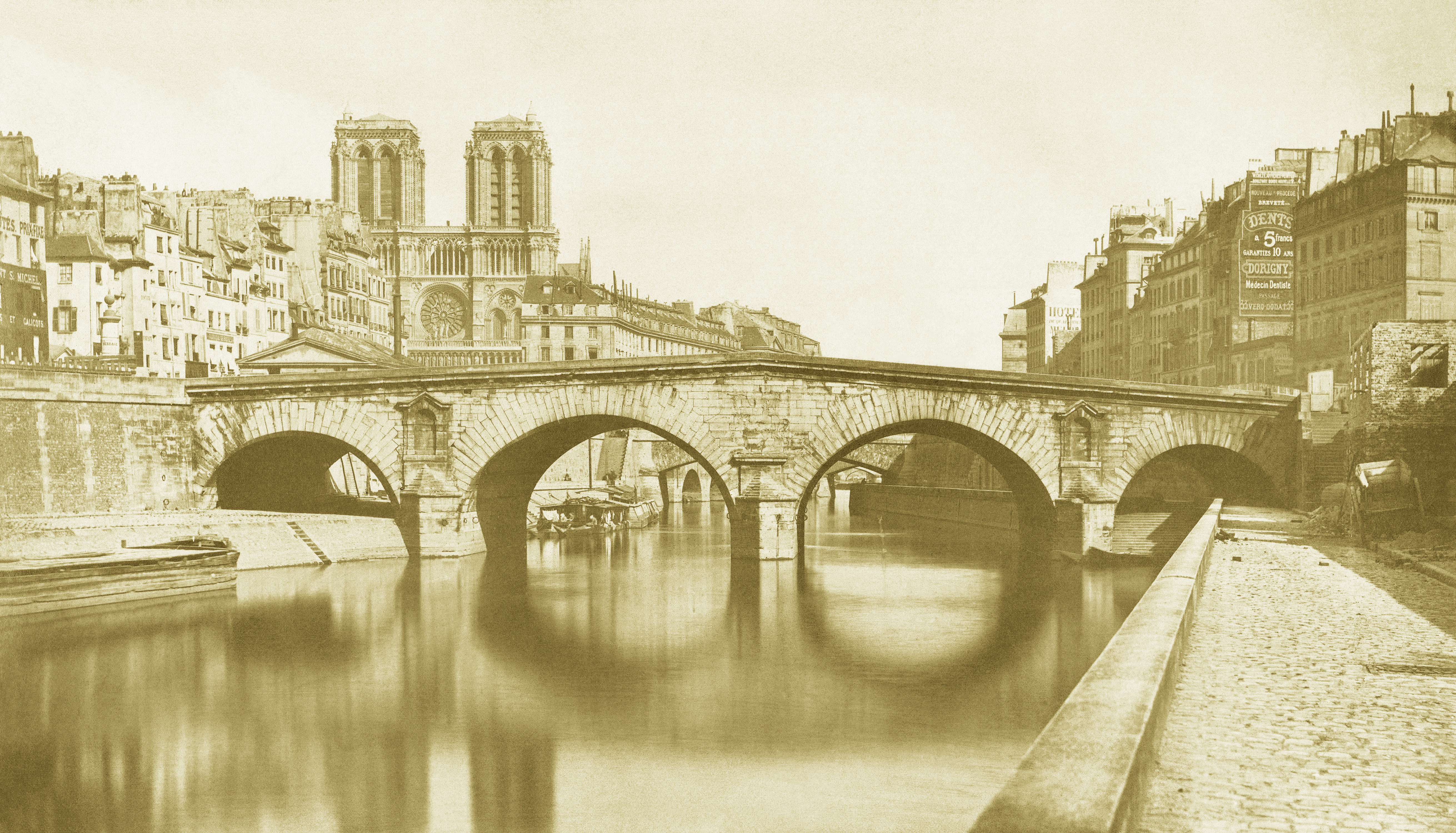
Le pont Saint-Michel de 1616 débarrassé de ses maisons depuis 1807, photographié en 1857.
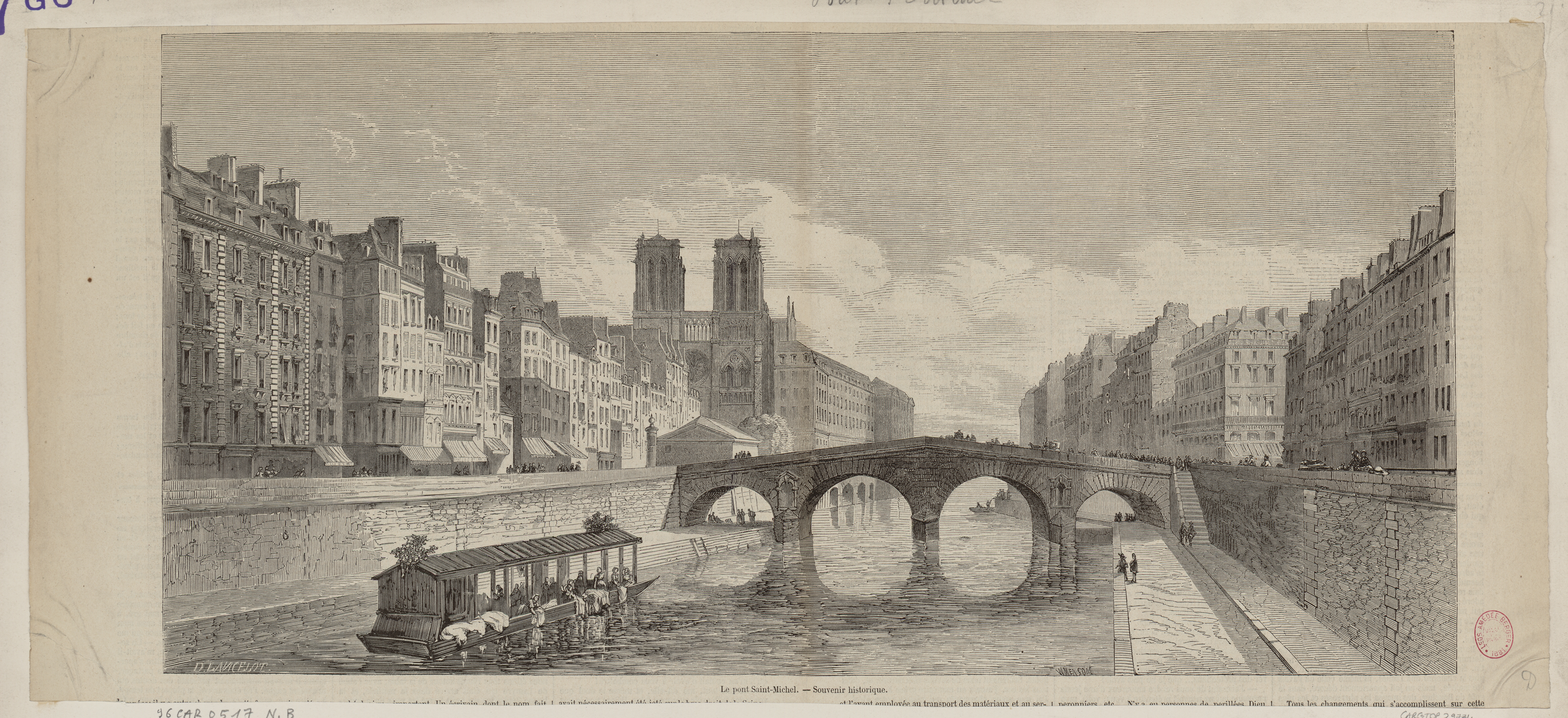
Gravure représentant le pont en 1857.

### Le pont actuel

#### Description
Le pont actuel construit en 1857 est long de 62 mètres et large de 30 mètres ; il comprend trois arches en plein cintre. Au centre de l'imposte de chaque pile figure un « N », rappelant l'emblème impérial de Napoléon III. Les architectes en sont Paul-Martin Gallocher de Lagalisserie et Paul Vaudrey.

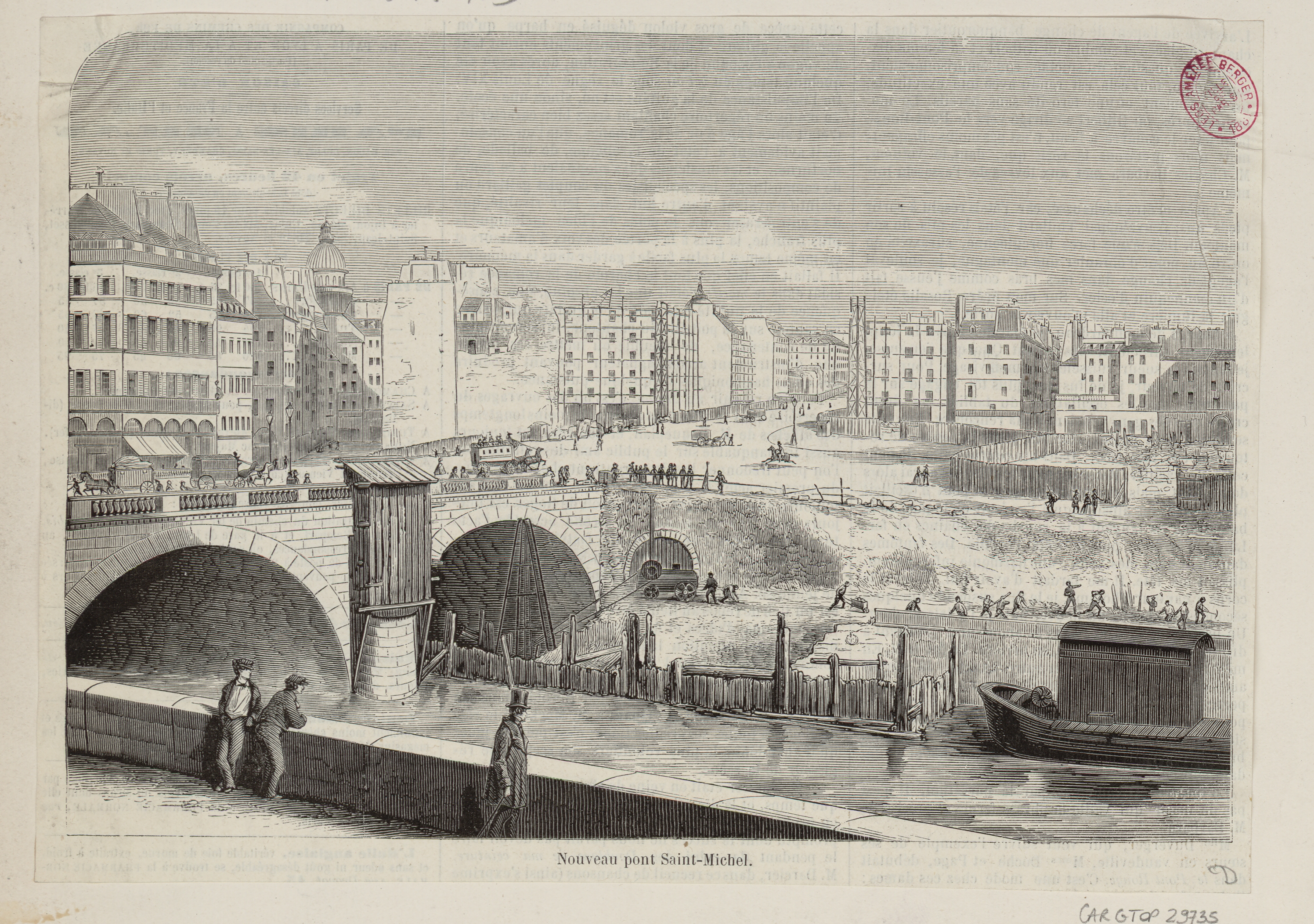
En travaux.
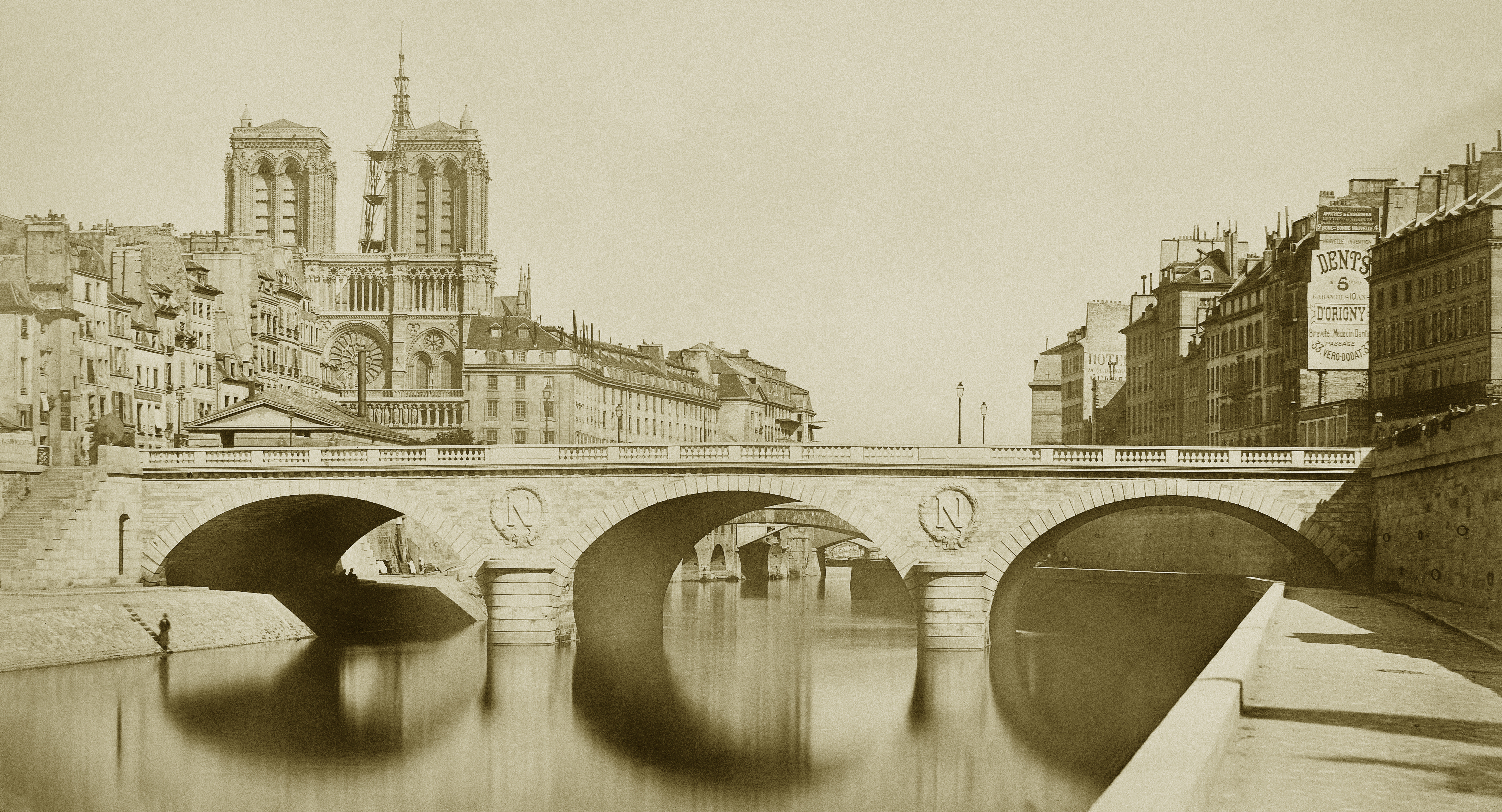
Le nouveau pont Saint-Michel en 1859.
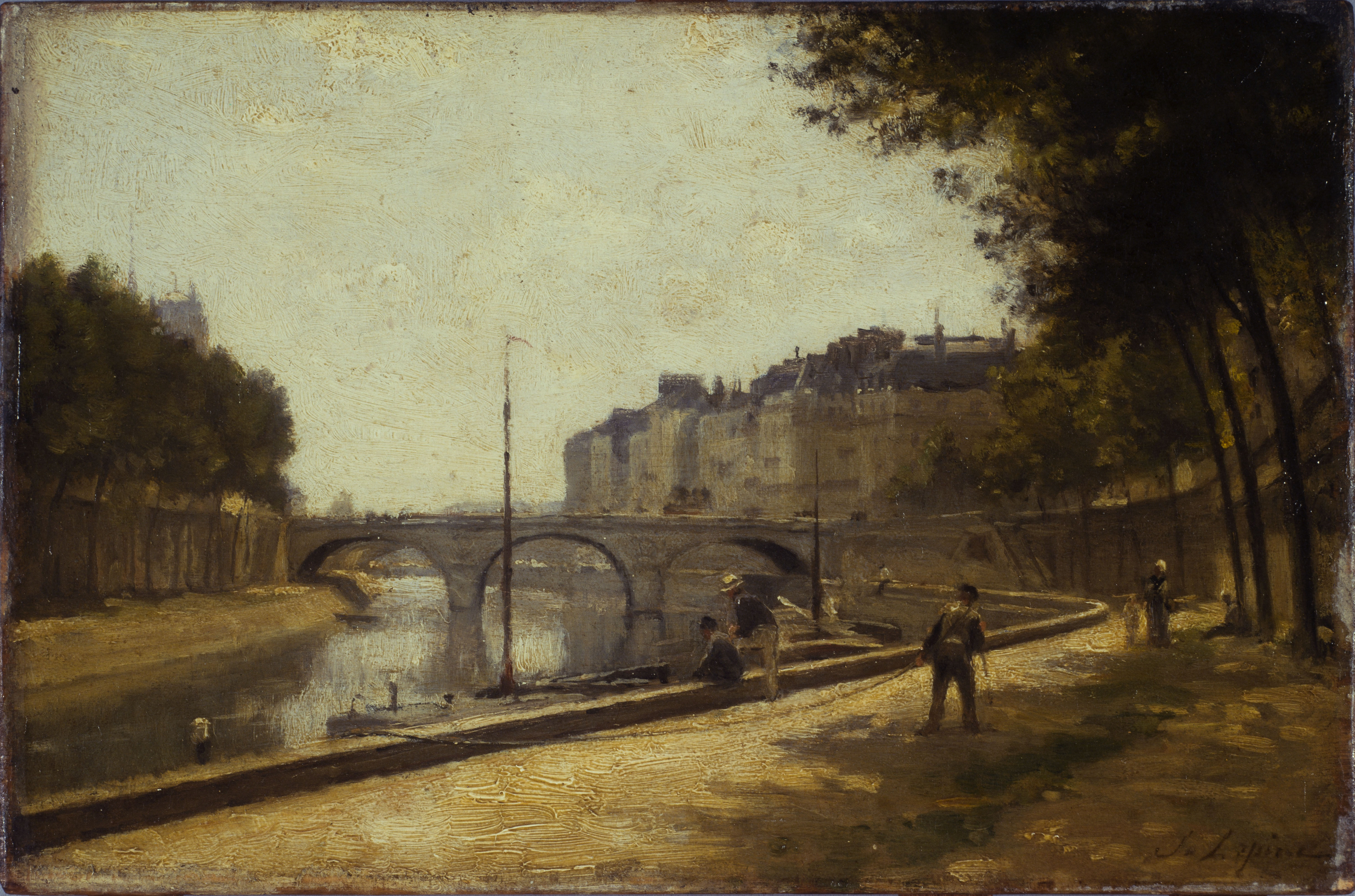
Le Pont Saint-Michel, vers 1880, Stanislas Lépine, musée Carnavalet, Paris.
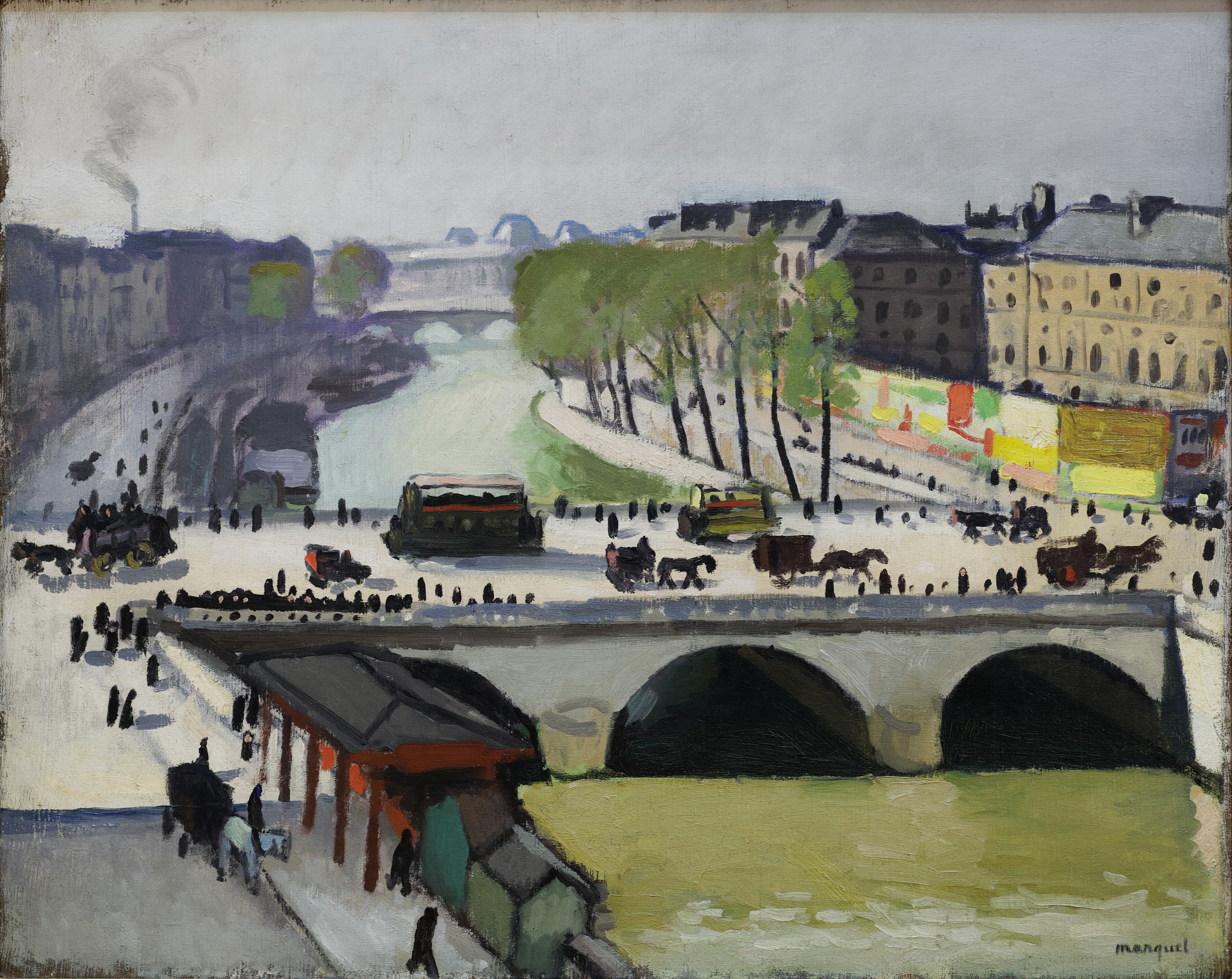
Le pont Saint-Michel, par Albert Marquet, 1908, salle 27 du musée de Grenoble.

Sur le même modèle, reconstruit à la même époque, le pont au Change franchit la Seine dans l'alignement vers la rive droite. Le nouvel ouvrage est donc construit dans l'axe du nouveau boulevard du Palais et non plus dans celui de la rue de la Harpe. L'arrivée du pont en rive gauche se trouve donc déplacée vers l'ouest, au centre de la place Saint-Michel (qui absorbe la place du Pont-Saint-Michel).
Courant 2009 et 2010, la ville de Paris réalise des travaux de remplacement des garde-corps en pierre de l'ouvrage. La carrière d'où provenaient les balustrades originelles n'étant plus exploitée, la pierre de substitution retenue provient des carrières de Comblanchien (Côte-d'Or).

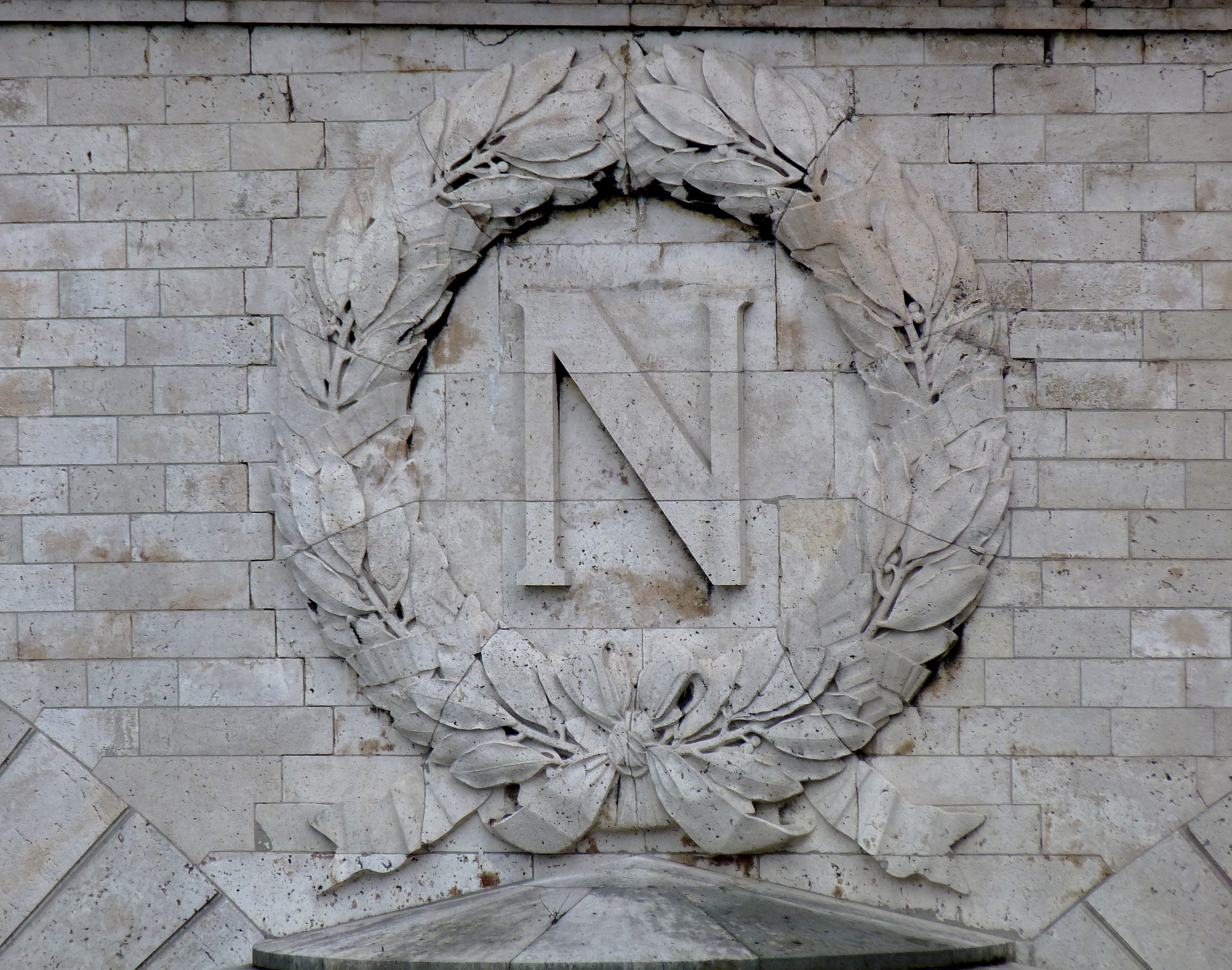
Le « N » de Napoléon III.
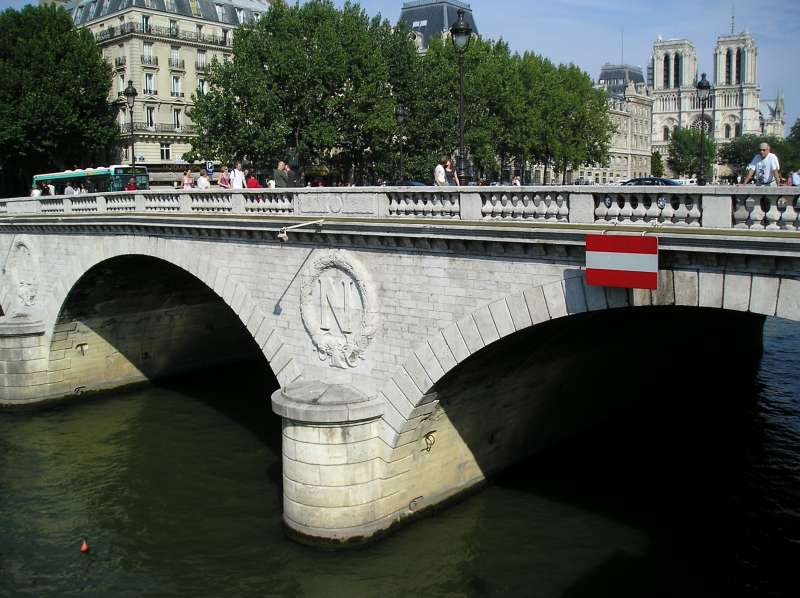
Le pont Saint-Michel avec en fond Notre-Dame de Paris.
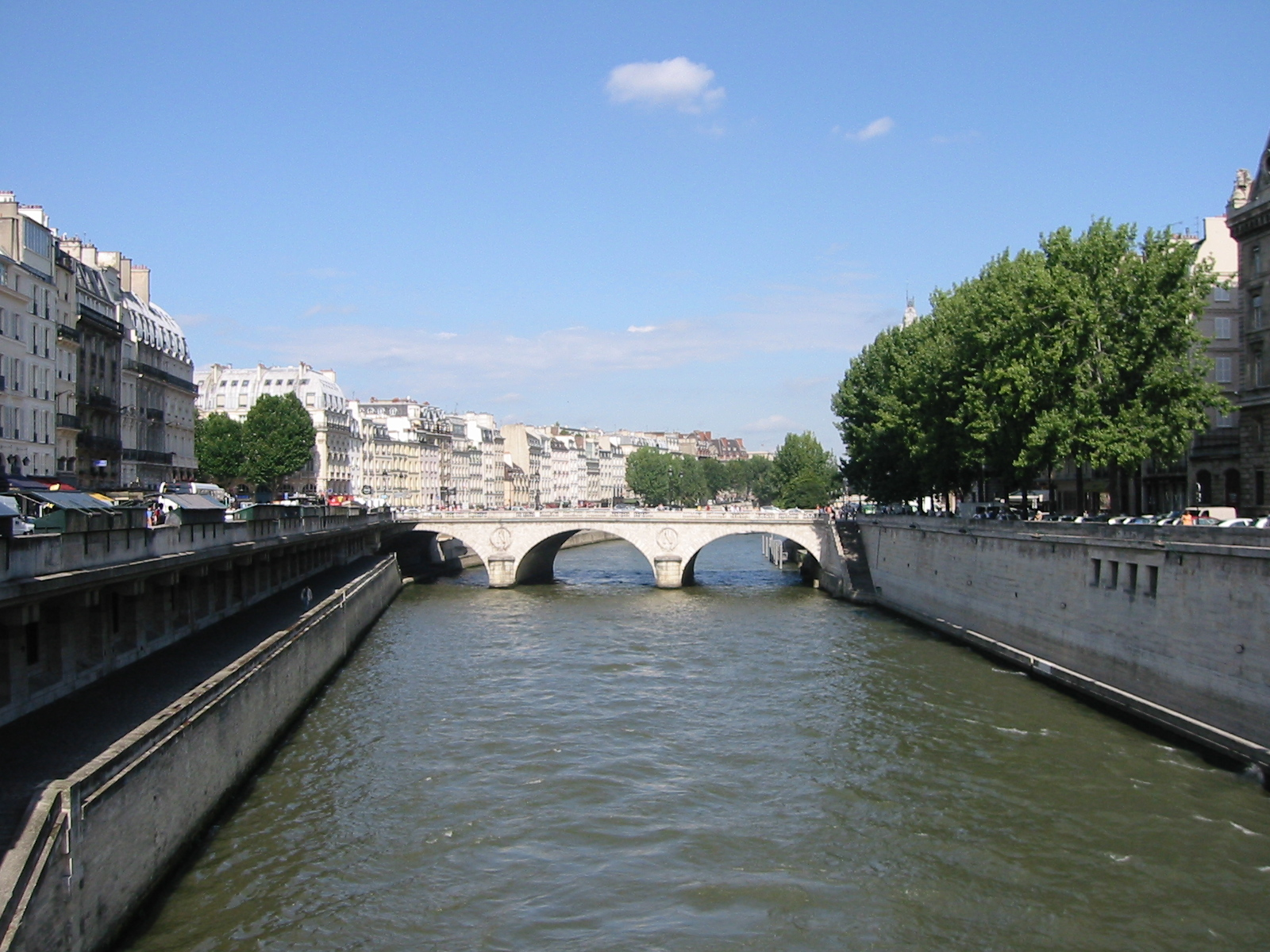
Vu depuis le Petit-Pont.
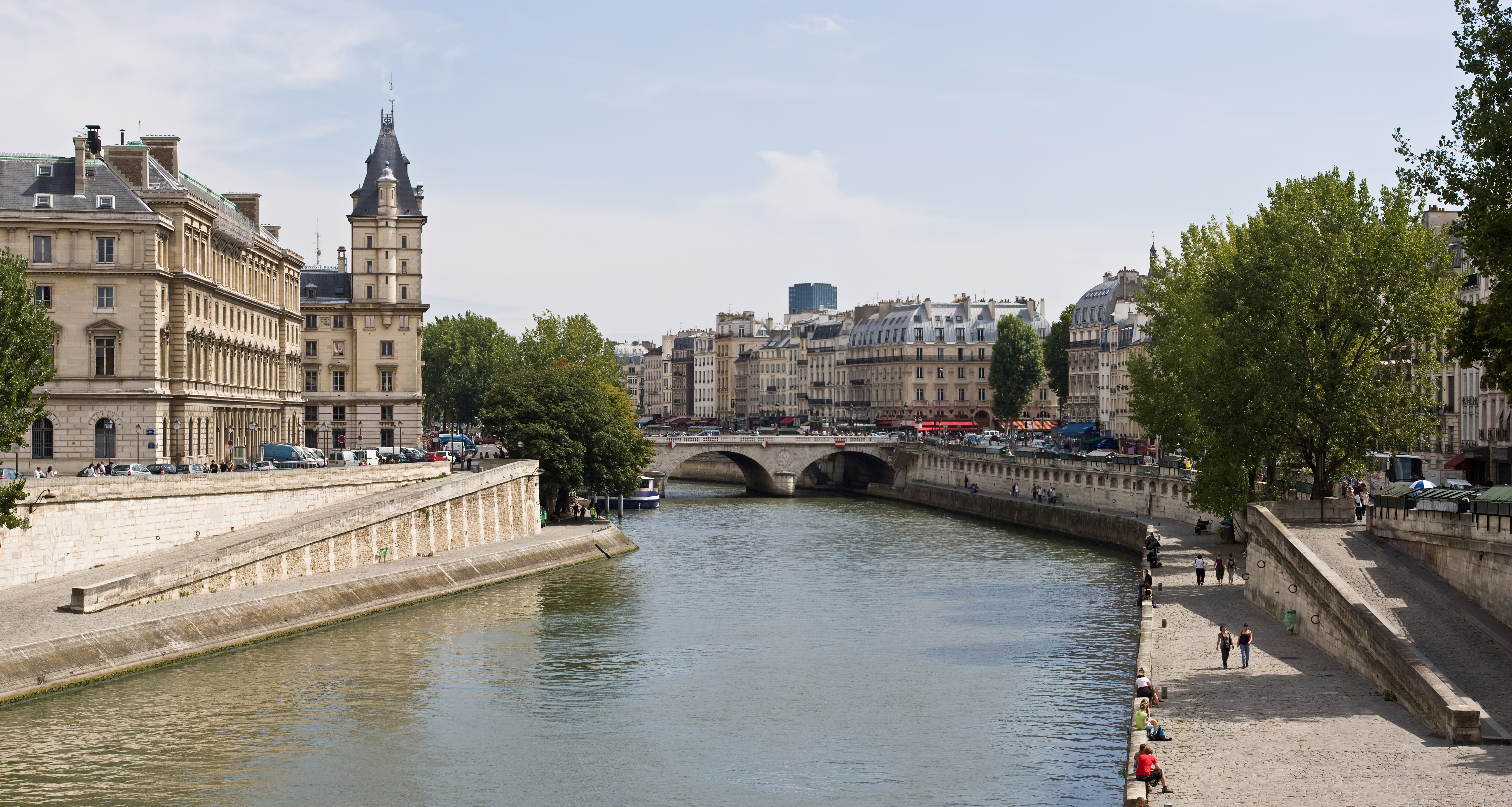
Vu depuis le Pont Neuf.
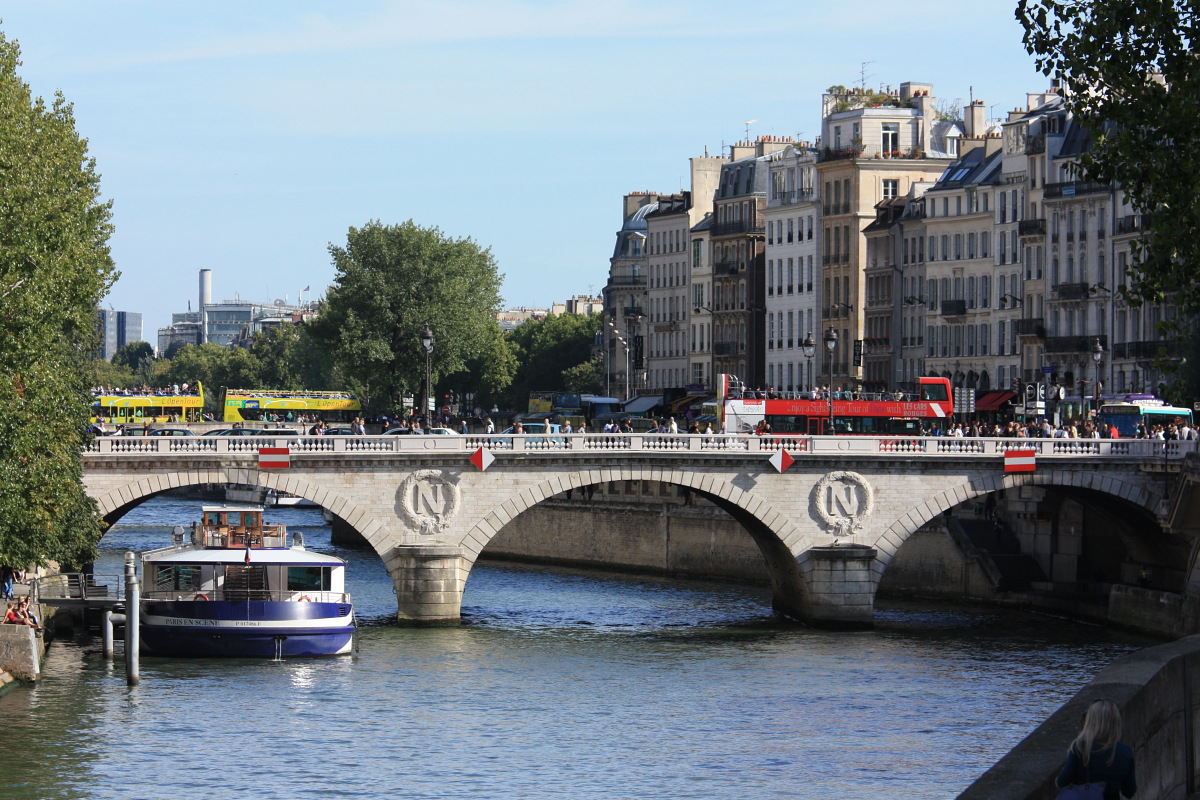
Vu depuis l'Île de la Cité (quai des Orfèvres) en direction de l'amont.
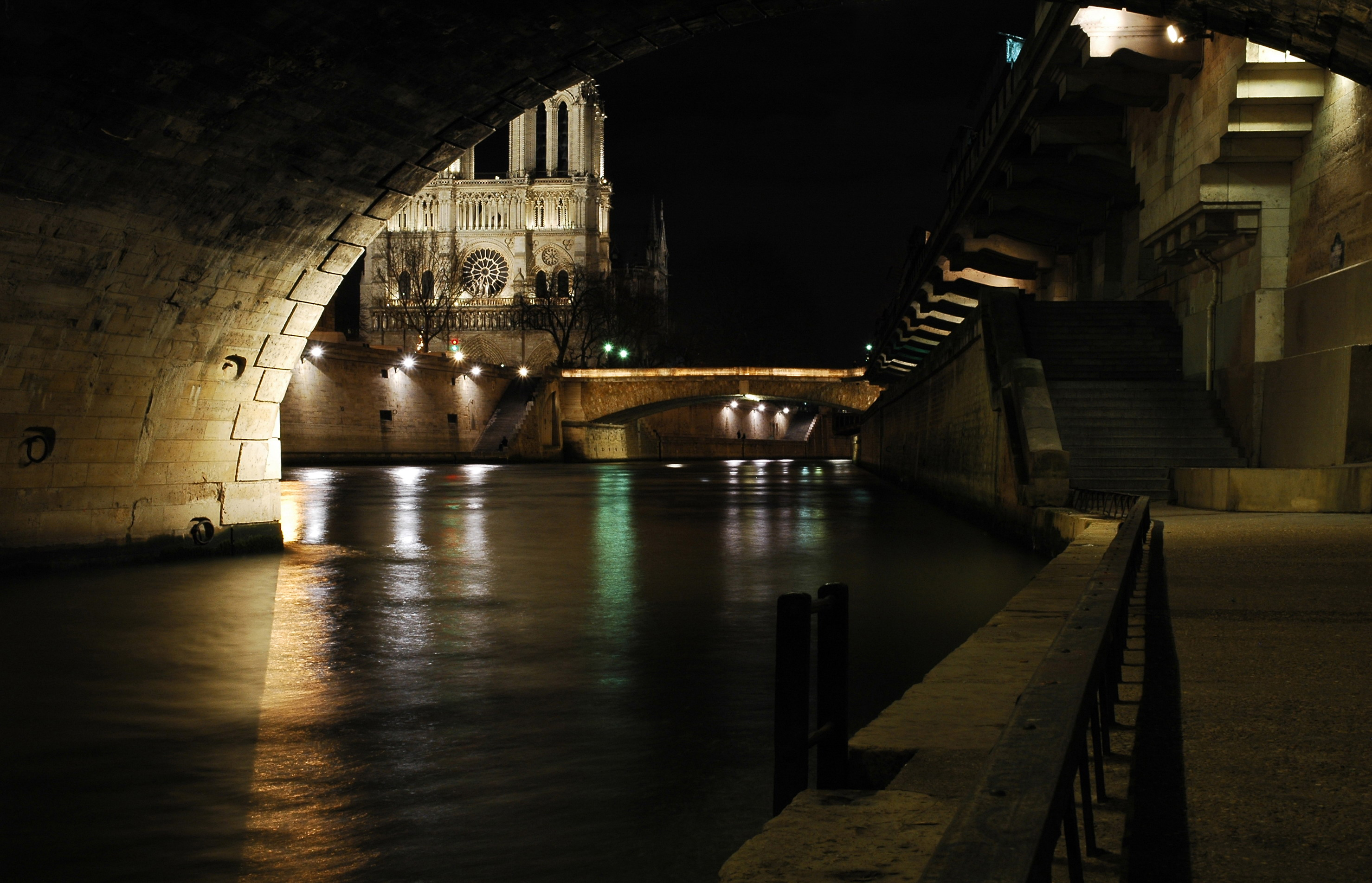
Vu de la cathédrale Notre-Dame de Paris sous le pont Saint-Michel.

## Plaque commémorative

La plaque commémorative.

Le 17 octobre 1961 a lieu une répression meurtrière, par la police française, d'une manifestation d'Algériens organisée à Paris par la fédération de France du FLN. Pour échapper aux coups des policiers, plusieurs manifestants préfèrent se jeter du pont Saint-Michel. Le 17 octobre 2001, le maire de Paris Bertrand Delanoë inaugure une plaque commémorative sur le parapet du quai du Marché-Neuf-Maurice-Grimaud, au croisement avec le pont Saint-Michel.

## Pour approfondir